# Caridina kempi
Caridina kempi е вид десетоного от семейство Atyidae. Видът не е застрашен от изчезване.

## Разпространение и местообитание
Разпространен е в Индия (Карнатака и Керала).
Обитава сладководни басейни и реки.